# ルーベン・フーケス
ルーベン・フーケス（ラテン語: Ruben Houkes、1979年1月8日 - ）は、オランダのスカーゲン出身の柔道選手。階級は60kg級。身長176cm。

## 人物
2007年の世界選手権では、決勝でグルジアのネストル・ヘルギアニを有効で破って優勝を飾った。2008年北京オリンピックでは準決勝で韓国の崔敏浩に敗れたが銅メダルを獲得した。

## 主な戦績
- 1998年 - 世界ジュニア 7位
- 2002年 - フランス国際 3位
- 2004年 - グルジア国際 3位
- 2005年 - ポーランド国際 3位
- 2005年 - ヨーロッパ選手権 3位
- 2006年 - ロシア国際 3位
- 2006年 - ヨーロッパ選手権 3位
- 2007年 - ハンガリー国際 2位
- 2007年 - 世界選手権 優勝
- 2008年 - ヨーロッパ選手権 2位
- 2008年 - 北京オリンピック 3位